# Micrathena flaveola
Micrathena flaveola är en spindelart som först beskrevs av Perty 1839.  Micrathena flaveola ingår i släktet Micrathena och familjen hjulspindlar. Inga underarter finns listade i Catalogue of Life.